# Церковь Святых Кирилла и Мефодия (Велес)
Церковь Святых Кирилла и Мефодия (макед. Црква „Св. Кирил и Методиј“) — православная церковь в городе Велес, Северная Македония; входит в состав Повардарской епархии.

## История
Храм, сооружавшийся в период с 2006 по 2017 год, расположен в центре города, в Молодёжном парке, рядом с гимназией «Кочо Рачин». Освящение церкви состоялось 10 сентября 2017 года.
По внешнему виду церковь святых Кирилла и Мефодия в Велесе построена похожа на церковь Рождества Богородицы Калишского монастыря в селе Калишта в окрестностях города Струга. Архитектор — Тодор Паскали из Охрида. Храм построен в византийском стиле из бутового камня с отдельно стоящей колокольней.
Ореховый иконостас длиной 10 м и высотой 5 м является работой охридского резчика Любомира Бисина. Внутренняя поверхность, включая колонны, расписывались с 24 мая 2012 года по 28 августа 2016 года. Площадь росписи составляет около двух тысяч квадратных метров, при этом не оставлено никакой пустой поверхности.